# Vantore Kirke
Vantore Kirke ligger i Vantore på Lolland.
Kirken blev bygget 1906, men er nu så dårligt besøgt, at den er på vej til at blive en såkaldt lejlighedskirke, en kirke, der er uden regelmæssige tjenester, og som kun tages i brug efter behov. Kirkens orgel er bygget (eller restaureret) af I. Starup & Søn i 1974. Orglet har 4 stemmer, 1 manual men ikke pedal.
Der er i 1952 oprettet en fredning af arealerne umiddelbart øst for kirken 
Kirkegården er varslet nedlagt 2048.